# Classica di Amburgo 2017
La Classica di Amburgo 2017 (ufficialmente EuroEyes Cyclassics per motivi di sponsorizzazione), ventiduesima edizione della corsa, valevole come trentunesima prova dell'UCI World Tour 2017 categoria 1.UWT, si svolse il 20 agosto 2017 su un percorso di 220,9 km, con partenza e arrivo ad Amburgo, in Germania. La vittoria fu appannaggio dell'italiano Elia Viviani, che completò il percorso in 5h 15' 51" alla media di 41,963 km/h precedendo il francese Arnaud Démare e l'olandese Dylan Groenewegen.
Al traguardo di Amburgo 158 ciclisti, dei 167 alla partenza, portarono a termine la competizione.

## Squadre e corridori partecipanti
| N.      | Cod. | Squadra              |
| ------- | ---- | -------------------- |
| 1-8     | ORS  | Orica-Scott          |
| 11-18   | KAT  | Team Katusha Alpecin |
| 21-28   | BOH  | Bora-Hansgrohe       |
| 31-38   | TBM  | Bahrain-Merida       |
| 41-48   | SUN  | Team Sunweb          |
| 51-58   | CDT  | Cannondale-Drapac    |
| 61-68   | ALM  | AG2R La Mondiale     |
| 71-78   | LTS  | Lotto Soudal         |
| 81-88   | MOV  | Movistar Team        |
| 91-98   | BMC  | BMC Racing Team      |
| 101-108 | FDJ  | FDJ                  |

| N.      | Cod. | Squadra                    |
| ------- | ---- | -------------------------- |
| 111-118 | QST  | Quick-Step Floors          |
| 121-128 | SKY  | Team Sky                   |
| 131-138 | AST  | Astana Pro Team            |
| 141-148 | DDD  | Team Dimension Data        |
| 151-158 | TLJ  | Team Lotto NL-Jumbo        |
| 161-168 | TFS  | Trek-Segafredo             |
| 171-178 | UAD  | UAE Team Emirates          |
| 181-188 | CCC  | CCC Sprandi Polkowice      |
| 191-198 | GAZ  | Gazprom-RusVelo            |
| 201-208 | COF  | Cofidis, Solutions Crédits |

## Ordine d'arrivo (Top 10)
| Pos. | Corridore           | Squadra    | Tempo    |
| ---- | ------------------- | ---------- | -------- |
| 1    | Elia Viviani        | Sky        | 5h15'51" |
| 2    | Arnaud Démare       | FDJ        | s.t.     |
| 3    | Dylan Groenewegen   | Lotto NL   | s.t.     |
| 4    | Alexander Kristoff  | Katusha    | s.t.     |
| 5    | André Greipel       | Lotto      | s.t.     |
| 6    | Maximiliano Richeze | Quick-Step | s.t.     |
| 7    | Jasper Stuyven      | Trek       | s.t.     |
| 8    | Marko Kump          | UAE        | s.t.     |
| 9    | Nacer Bouhanni      | FDJ        | s.t.     |
| 10   | Rudy Barbier        | AG2R       | s.t.     |